# Стрэттон, Дэвид
Дэвид Джеймс Стрэттон (англ. David James Stratton; 10 сентября 1939, Троубридж, Уилтшир, Англия — 14 августа 2025, Голубые горы, Новый Южный Уэльс, Австралия) — англо-австралийский кинокритик, историк кино, телеведущий и педагог. Один из самых влиятельных деятелей в истории австралийского кинематографа, известный своей страстью к кино и многолетним сотрудничеством с Маргарет Померанц в телепередачах The Movie Show и At the Movies.

## Биография
Стрэттон родился в 1939 году в Троубридже, Уилтшир, Англия. В 19 лет основал Melksham and District Film Society. В 1963 году эмигрировал в Австралию по программе Assisted Passage Migration Scheme. С 1966 по 1983 год был директором Сиднейского кинофестиваля, где сыграл ключевую роль в развитии австралийского кино и продвижении его на международной арене.

## Карьера
С 1986 по 2004 год Стрэттон вместе с Маргарет Померанц вел телепередачу The Movie Show на канале SBS. После ухода с SBS в 2004 году они продолжили сотрудничество в программе At the Movies на ABC, которая выходила в эфир до 2014 года. Их дуэт стал культовым благодаря остроумным и информативным обзорам фильмов.
Стрэттон также писал рецензии для The Australian и Variety, преподавал историю кино в Сиднейском университете и участвовал в жюри международных кинофестивалей в Каннах, Венеции и Берлине.

## Награды и признание
За вклад в развитие киноискусства Стрэттон был удостоен ордена Австралии и французского ордена Искусств и литературы. В 2017 году вместе с Маргарет Померанц получил премию Дона Данстана за выдающийся вклад в австралийскую киноиндустрию.

## Личная жизнь и смерть
Стрэттон жил в Голубых горах, Новый Южный Уэльс, со своей супругой Сьюзи Крейг. Умер 14 августа 2025 года в возрасте 85 лет в больнице недалеко от своего дома. Его семья призвала почтить его память просмотром его любимого фильма «Поющие под дождём».